# 기계전대 젠카이저
《기계전대 젠카이저》(일본어: 機界戦隊ゼンカイジャー)는 슈퍼 전대 시리즈 45번째 작품이자 2021년 3월 7일부터 2022년 2월 27일까지 TV 아사히 계열에서 방송했던 특촬물 텔레비전 드라마이다. 대한민국에서는 같은 해 9월 4일부터 이듬해 4월 2일까지 《파워레인저 젠카이저》라는 이름으로 방영했다.

## 등장인물

### 젠카이저
고시키다 카이토/전려욱(젠카이저/슈퍼 젠카이저)코마기네 키이타/임채빈 ◻️
쥬란/무적(젠카이 쥬란/젠카이 무적/쥬란 티라노/무적 티라노)아사누마 신타로/이원찬 ■
가온/정글(젠카이 가온/젠카이 정글/가온 라이온/젠카이 정글)카지 유우키/임혁 ■
마지느/매직(젠카이 마지느/젠카이 매직/마진 드래곤/매직 드래곤)미야모토 유메/김채린 ■
브룬/블루(젠카이 브룬/젠카이 블루/브룬 덤프/블루 덤프)사토 타쿠야/최낙윤 ■
조크스 골드츠이카/저크스 애드골드(투카이저/슈퍼 투카이저/슈퍼 투카이저SD)마시코 아츠키/서반석 ■

### 조력자
고시키다 야츠데/봉미화사카키바라 이쿠에/이은조
셋짱/짹짹이후쿠엔 미사토/성예원
고시키다 이사오/전공헌카와오카 다이지로/이광수
고시키다 미츠코/이어진카이 마리에/이세레나
플린트 골드츠이카/플린트 애드골드모리 히나미/신나리

### 키카이토피아 왕조 토지텐드/기계토피아 왕조 클로젠트
봇코와우스/부스와우스나카타 죠지/이광수
게게스즈키 타츠히사(1화 ~ 21화) ~ 후쿠니시 마사야(25화 ~ 48화)/정의택
바라시타라/흐트러티라노무라 켄지/박준원
이지루데/어지르탱타케다 마사노리/정의택
스테이시(스테이시저)세코구치 료/이주승 ■

### 전용무장
- 기어틀링거 ■■■■■■■■■■
- 젠카이 버클 ■■■■■■
- 쥬란(무적) 소드&실드 ■
- 가온(정글) 클로 ■
- 마지느(매직) 스틱 ■
- 브룬(블루) 피커 ■
- 기어달링거 ■
- 투카이 버클 ■
- 전력전개 캐논/전력 이글 ■

## 등장 메카
- 크로커다이오(크로스카이오＋크롤링오) ■■

- 투카이 캇타나/투카이 소드: 스즈키 료타/이세레나 ■

- 투카이 릿키/투카이 리키: 마츠다 사츠미/이은조 ■

### 합체 로봇
- 젠카이오/젠카이킹(쥬라가온/브루마진/무적정글/블루매직) ■■/■■

- 투카이오/투카이킹(캇타나(소드)/릿키(리키) 모드) ■■■■

- 젠카이쥬오/젠카이무적킹 ■■■■■■■

### 슈퍼 합체
- 슈퍼 젠카이오/슈퍼 젠카이킹(쥬란(무적)/브룬(블루)) ■/■■■■■■■

- 슈퍼 투카이오/슈퍼 투카이킹 ■■■■■

- 돈 젠카이오/돈 젠카이킹 ■■

### 궁극 합체
- 전력 젠카이오/전력 젠카이킹 ■■■■■

## 에피소드
- 1화: 기계세계는 기기묘묘!
- 2화: 크와앙 하는 야수는 피곤해!
- 3화: 완전 소소소 소심한 마법사!
- 4화: 파랗고 커다란 참견쟁이!
- 5화: 쥐거나 쥐이거나 초밥 대회!
- 6화: 불쾌하고 어이없게 쓰레기 취급을!
- 7화: 마계의 왕자는 성미가 급해!
- 8화: 문을 열고 나가면 또 다른 세계?!
- 9화: 세계해적, 유쾌한 투카이저!
- 10화: 낮이든 밤이든 블루스카이!
- 11화: 꼭꼭 숨어라 잡히면 다 술래?!
- 12화: 느릿느릿 마이마이, 딱딱한 달팽이!
- 13화: 재활용하면 한 번 더!
- 14화: 결투! 젠카이 VS 투카이!
- 15화: 쭉~! 레트로로 급선회!
- 16화: 자석은 이제 그만하자석!
- 17화: 오싹오싹 오컬트 동호회!
- 18화: 인생은 짧다, 있는 힘껏 사랑하라!
- 19화: 탄생! 슈퍼 젠카이저!
- 20화(국내 미방영): 검사와 계적, 오빠의 맹세!
- 21화: 거대 괴수 등장!
- 22화: 음메~ 사나운 투우들!
- 23화: 대합체! 지구 최대의 싸움!
- 24화: 침략 완료! 탈환 가능할까!?
- 25화: 다시 시작해! 새로운 젠카이저!
- 26화: 개조된 왕자와 어둠의 외과의사!
- 27화: 일곱 세계를 대항해!
- 28화: 주간 소년 만화월드 속으로!
- 29화: 왕자의 목적, 알고 있나?
- 30화: 이웃의 기계는 감 먹는 기계인감?!
- 31화: 꾸욱 합체! NEW 공개!
- 32화: 거꾸로 전력 전개! 너는 나고 나는 너?
- 33화: 그레이트 티처 오니, 가니?
- 34화: Trick or Treat! 호박 쟁탈전!
- 35화: 다이아?! 다이아 다이아?!
- 36화: 깜짝 상자에 거리가 발칵?
- 37화: 무가 한을 품으면 오뉴월에도 서리가!
- 38화: 조상님들, 다 모이셨다!
- 39화: 무한, 해피 버스데이 뉴 이어!
- 40화: 아빠 탈환 대작전!
- 41화: 당신의 면에 투표하세요!
- 42화: 새로운 히어로냥! 이불 밖은 위험해!
- 43화: 풍향계의 머리는 역풍을 맞지 않는다!
- 44화: SD=스몰+되게 크다?
- 45화: 초대 흉은 운세 최하위?!
- 46화: 게게하고 튀어나오는 신의 참견!
- 47화: 팰리스 돌진! 보스 앞에서도 기죽지 않지!
- 48화: 최종 결전! 전력 전개다!
- 최종화(49): 나의 세계, 모두의 세계

| 이전 마진전대 키라메이저 | 제45대 슈퍼 전대 시리즈 2021년 3월 7일 ~ 2022년 2월 27일 | 다음 아바타로전대 돈브라더즈 |